# Clinton (Tennessee)
Clinton – miasto w Stanach Zjednoczonych, w stanie Tennessee, w hrabstwie Anderson. Według danych z 2000 roku miasto miało 9404 mieszkańców.

## Klimat
Miasto leży w strefie klimatu subtropikalnego, umiarkowanego, łagodnego bez pory suchej i z gorącym latem, należącego według klasyfikacji Köppena do strefy Cfa. Średnia temperatura roczna wynosi 14,7 °C, a opady 1338,6 mm (w tym 22,6 cm śniegu). Średnia temperatura najcieplejszego miesiąca - lipca wynosi 25,5 °C, natomiast najzimniejszego stycznia -3,1 °C. Miesiącem o najwyższych opadach jest marzec o średnich opadach wynoszących 144,8 mm, natomiast najniższe opady są w październiku i wynoszą średnio 66,0.